# راديو باكس
إذاعة راديو باكس (PAX Radio) أو إذاعة السلام. هي اذاعة لبنانية تبث باللغة الأجنبية من بيروت. تأسست في 28 ديسمبر 1977.

## موجاتها
تبث الإذاعة على الموجات التالية:
- لمنطقة بيروت وكل لبنان والمناطق المحيطة به على الموجات 103 و103.3 أف أم.